# 490 a. C.
El año 490 a C. fue un año del calendario romano prejuliano. En el Imperio romano se conocía como el Año del consulado de Camerino y Flavo (o menos frecuentemente, año 264 Ab urbe condita). 

## Acontecimientos
- Los persas se apoderan de la isla de Naxos y queman la ciudad de Eretria (Eubea).
- El 12 de septiembre los atenienses con Milcíades al mando, derrotan a los persas en la batalla de Maratón.
- Se esculpe la estatua del Guerrero moribundo, que representa la heroicidad griega tal como era concebida en la épica homérica.[1]

## Nacimientos
- Zenón de Elea, filósofo griego.
- Helánico de Lesbos, logógrafo griego (m. 405 a. C.).

## Fallecimientos
- Hipias, antiguo tirano ateniense al servicio de los persas.
- Pitágoras, filósofo y matemático griego.